# Antero de Quental (stacja metra)
Antero de Quental – stacja metra w Rio de Janeiro, na linii 4. Została otwarta 30 lipca 2016. Znajduje się na skrzyżowaniu następujących dróg: Ataulfo de Paiva, General Urquiza, Bartolomeu Miter i General San Martín, pod Plaza Antero de Quental. Powstała w ramach przygotowań do Letnich Igrzysk Olimpijskich w 2016.